# Pseudomops fluminensis
Pseudomops fluminensis är en kackerlacksart som beskrevs av Rocha e Silva 1973. Pseudomops fluminensis ingår i släktet Pseudomops och familjen småkackerlackor. Inga underarter finns listade i Catalogue of Life.